# Nachi Cocom
Nachi Cocom är en ort i Mexiko.   Den ligger i kommunen Othón P. Blanco och delstaten Quintana Roo, i den östra delen av landet, 1 100 km öster om huvudstaden Mexico City. Nachi Cocom ligger 61 meter över havet och antalet invånare är 833.
Terrängen runt Nachi Cocom är platt, och sluttar österut. Runt Nachi Cocom är det glesbefolkat, med 16 invånare per kvadratkilometer. Närmaste större samhälle är Nicolás Bravo, 18,8 km väster om Nachi Cocom. I omgivningarna runt Nachi Cocom växer i huvudsak städsegrön lövskog.